# Хуньяди де Кетей, Юлия
Графиня Юлия Хуньяди де Кетхей (венг. Júlia Hunyady de Kéthely, серб. Јулија Хуњади де Кетељ; 26 августа 1831, Вена — 19 февраля 1919, Вена) — жена сербского князя Михаила Обреновича.
Юлия родилась в 1831 году в Вене, её родителями были граф Ференц Хуньяди де Кетей и графиня Юлия Зичи де Зич эт Вашонке. Принадлежала к древнему венгерскому роду, у неё было три старших брата: Ласло, Кальман (англ. Kálmán Hunyady de Kéthely) и Вильмош.
1 августа 1853 года Юлия вышла замуж за Михаила Обреновича, свергнутого князя Сербии. 26 сентября 1860 года, после смерти Милоша Обреновича, Михаил вновь стал правителем Сербии, а Юлия — княгиней.
Сербам не нравилось венгерское происхождение княгини и её католическое вероисповедание, и она была непопулярна в стране. Князь Михаил открыто содержал любовниц, подумывая о разводе и женитьбе на одной из них, несмотря на тот ущерб, который бы причинил этот шаг репутации страны. В ответ княгиня Юлия завела свой собственный роман с бельгийским принцем Карлом фон Аренбергом (1831—1896).
10 июня 1868 года князь Михаил прогуливался по парку в Кошутняке неподалёку от летней княжеской резиденции вместе с принцессой Анкой и своей любовницей Катериной, когда их расстрелял убийца (князь и принцесса были убиты на месте, Катерина выжила).
16 января 1876 года Юлия вышла за замуж за принца Карла фон Аренберга. Ни в первом, ни во втором браке у неё не было детей.
| Теодор Михайлович ум. 1802 | Милош Обренович 1780—1860 жена: Любица Вукоманович | Милан Обренович 1819—1839                      |                                                   |                                                           |
| Теодор Михайлович ум. 1802 | Милош Обренович 1780—1860 жена: Любица Вукоманович | Михаил Обренович 1823—1868 жена: Юлия Хуньяди  |                                                   |                                                           |
| Теодор Михайлович ум. 1802 | Йован Обренович 1787—1850                          | Обрен 1818—1826                                |                                                   |                                                           |
| Теодор Михайлович ум. 1802 | Ефрем Обренович 1790—1856                          | Милош Обренович 1829—1861 жена: Мария Катарджу | Милан Обренович 1854—1901 жена: Наталья Обренович | Александр Обренович 1876—1903 жена: Драга Машин-Обренович |